# Фестивали Азербайджана
Данная статья охватывает фестивали, которые проводятся на территории Азербайджанской Республики или же Азербайджаном в других странах.

## Габалинский музыкальный фестиваль
Это фестиваль классической музыки, джаза и мугама, который проводится летом в городе Габала. Фестиваль впервые был проведен в 2009 году. В Фестивале участвуют оркестры и исполнители из разных стран мира. Каждые два года проходит международный фортепианный конкурс.

## Международный фестиваль искусства «Девичья башня»
Фестиваль «Девичья башня» с 2010 года ежегодно проводится в столице, в Баку, а именно в Ичери-шехер. На первом фестивале приняли участие свыше 20 художников из 18 стран. В третьем фестивале приняли участие художники из 24 стран, которые украшали макеты джейрана. 4 июля 2013 года IV Международный фестиваль искусства «Девичья башня» прошла на бульваре Ля Круазет в Каннах (Франция). В рамках фестиваля, с целью привлечь внимание к вымирающим джейранам, художники украшали макеты этих животных, а также традиционный макеты Девичьей башни. VI фестиваль прошел 11-14 июня 2015 года в Ичери Шехер. На этот раз художники украшали макеты граната и джейрана, которые являлись символами первых Европейских игр «Баку-2015». В 2016 году 18-21 сентября был проведен VII фестиваль в рамках «Азербайджанского городка» в Париже. На фестивале приняли участие как французские так и азербайджанские художники. В рамках проекта 17-18 сентября в Баку состоялся фестиваль «Девичья башня» для детей. На нем свои произведения представили до 30 участников. Также состоялся первый международный симпозиум по скульптуре «Песнь в камне» (Music in Stone). VIII фестиваль прошёл 22-24 сентября 2017 года.

## Бакинский международный джазовый фестиваль
Ежегодный музыкальный фестиваль проводится с 2005 года в Баку. В 2016 году Бакинский международный джазовый фестиваль вошел в Европейскую Ассоциацию Джаза.

## Фестиваль Мстислава Ростроповича
Бакинский международный музыкальный фестиваль Мстислава Ростроповича проводится с 2007 года.

## Фестиваль Узеира Гаджибекова
Международный музыкальный фестиваль имени Узеира Гаджибекова впервые был проведён в 2009 году в сентябре и ежегодно посвящается дню рождения композитора.

## Мир Мугама
Фестиваль проводится раз в два года. Впервые был проведён 18-25 марта 2009 года.

## Фестиваль Кара Караева
Международный фестиваль современной музыки имени Кара Караева впервые был проведён в 1986 году по инициативе композиторов Фараджа Караева, Олега Фельзера и дирижера Рауфа Абдуллаева. До 1990 года ещё дважды был проведён фестиваль. Спустя 20 лет, в 2011 году также по инициативе Фараджа Караева, фестиваль был возрожден. Ныне фестиваль проводится раз в два года.

## Праздник граната
Фестиваль ежегодно проводится в городе Гёйчай в дни сбора урожая граната. В 2020 году ЮНЕСКО объявило праздник граната одним из шедевров устного и нематериального культурного наследия человечества.

## Праздник яблока
Фестиваль ежегодно проводится в городе Губа в дни сбора яблок. Впервые был проведён в 2012 году.

## Фестиваль винограда и вина
30 августа 2019 года в селе Мейсари Шамахинского района стартовал первый Азербайджанский фестиваль винограда и вина, который был организован при поддержке Фонда Гейдара Алиева. Фестиваль длился 2 дня, на протяжении которого проводились дегустации местных сортов вин.

## Фестиваль хурмы
В 2017 году в городе Балакен прошёл первый Фестиваль хурмы. 29 октября 2018 года во второй раз прошёл Фестиваль хурмы. 26 октября 2019 года в Балакенском районе состоялся III Фестиваль хурмы.

## Международный кулинарный фестиваль
Фестиваль, организованный Фондом Гейдара Алиева и Азербайджанским государственным агентством по туризму впервые состоялся 5-8 мая в Шуше. На фестивале приняли участие представители с 12 стран.

## Национальный фестиваль Яйлаг
Фестиваль проводится с 2019 года в Аджикенде Кяпязского района Гянджи по инициативе Фонда истории и культуры "Джавад хан" с целью сохранения и популяризация яйлагов (пастбищ) и кочевой культуры.